# Hilara clypeata
Hilara clypeata är en tvåvingeart som beskrevs av Friedrich Hermann Loew 1840. Hilara clypeata ingår i släktet Hilara och familjen dansflugor.
Artens utbredningsområde är Polen. Inga underarter finns listade i Catalogue of Life.